# Euforija (album)
Euforija je drugi studijski album srpskog indie pop rock sastava Buč Kesidi. Album je objavljen 27. studenog 2019. godine, a objavila ga je diskografska kuća Kontra. 
Za razliku od prethodnog albuma, sastav je na Euforiji ukomponirao sintisajzere i elemente elektroničke i dance glazbe. Također, bivši basist Alen Duš ne svira na Euforiji, pošto je napustio sastav dvije godine prije zbog kreativnih nesuglasica.
Album je pridobio većinom odlične kritike od kritičara i publike, te se smatra jednim od najboljih domaćih albuma 2019. godine.

## Popis pjesama
Sve skladbe napisali su Zoran Zarubica i Luka Racić.
| 1.    | »Subota«               | 2:58 |
| 2.    | »Laž«                  | 2:57 |
| 3.    | »Đuskanje ne pomaže«   | 2:59 |
| 4.    | »Euforija«             | 2:53 |
| 5.    | »Nema ljubavi u klubu« | 3:51 |
| 6.    | »Idemo do hodnika«     | 2:19 |
| 7.    | »Kasno je«             | 2:40 |
| 8.    | »TIHO«                 | 3:19 |
| 9.    | »Tone grad«            | 0:53 |
| 10.   | »Nedelja ujutru«       | 3:33 |
| 28:25 |                        |      |

## Zasluge
Buč Kesidi
- Luka Racić — vokali, gitara, sintisajzer
- Zoran Zarubica — vokali, bubnjevi, elektronski bubnjevi

Gostujući glazbenici
- Petar Pupić — sintisajzeri, klavijature
- Petar Stevanović — bas-gitara, dodatna gitara, klavir

Ostalo osoblje
- Milan Bjelica — produciranje, miksanje